# Бельча (річка)
Бельча (пол. Bielcza (potok)) — гірська річка в Польщі, у Кросненському повіті Підкарпатського воєводства на Лемківщині. Ліва притока Ясьолки, (басейн Балтійського моря).

## Опис
Довжина річки 12,98 км, найкоротша відстань між витоком і гирлом — 9,86  км, коефіцієнт звивистості річки — 1,32 . Формується притоками та безіменними потоками. Річка тече на східній частині Низьких Бескидів.

## Розташування
Бере початок на південно-західних схилах гори Федоркув (766 м) на висоті 600 м над рівнем моря у Ясьлиському ландшафтному заказнику. Спочатку тече переважно на північний захід через село Черемху, далі тече на північний схід через Липовець і у селі Яслиська впадає у річку Ясьолку, праву притоку Вислоки.

## Цікавий факт
- Річку перетинають туристичні шляхи, яки на мапі туристичній значаться жовтим та синім кольором[3].